# 新希望服務
新希望服務控股有限公司，簡稱新希望服務（英語：New Hope Service Holdings Limited，港交所：3658），由新希望集團有限公司旗下「四川新希望房地產開發有限公司」附屬公司，業務在中國內地經營一綫、新一綫和二綫城市物業管理服務。

## 历史[2]
在2010年1月26日，「四川新希望房地產開發有限公司」成立前身「四川鼎晟物業服務集團有限公司」，後更名為「新希望物業服務集團有限公司」。
股份在2021年5月25日於港交所主板上市，發售定價為3.8至4.7港元，發售股份為2億股，而集資額為9.4億港元，其中小米集團(1810)、復星國際(656)、美國上市的貝殼、中國四川國際投資等，則合共認購4,940萬美元(約3.85億港元)，主要用作70%將用作戰略收購及投資；約15%將用作升級信息系統及設備；約5%將用作人才招募及團隊建設；餘下將用作營運資金及一般企業用途。。